# Рекрутер
Рекрутер (від фр. recruter — набирати, вербувати) — це фахівець, що займається пошуком, відбором і наймом кандидатів на відкриті вакансії у компаніях. Його основною метою є забезпечення компанії кваліфікованими кадрами, які відповідають вимогам конкретної вакансії та корпоративним цінностям організації. Рекрутери відіграють важливу роль у процесі формування команди, від їхньої ефективної роботи залежить репутація компанії на ринку праці та її здатність залучати таланти.

## Основні задачі рекрутера
Задачі рекрутера починаються з моменту відкриття вакансії і включають наступні етапи:
1. Формування профілю ідеального кандидата: Рекрутер аналізує потреби бізнесу та створює портрет кандидата, який відповідає вимогам вакансії.
2. Підбір та розміщення вакансії: Рекрутер створює опис вакансії та розміщує її на спеціалізованих платформах і форумах для залучення кандидатів.
3. Пошук кандидатів: Використовуючи різні канали, рекрутер здійснює активний пошук підходящих кандидатів, часто залучаючи інструменти нетворкінгу та рекомендацій.
4. Проведення співбесід: Організація та проведення співбесід, оцінка професійних та особистісних якостей кандидатів.
5. Перевірка рекомендацій: Збір та перевірка рекомендацій про кандидатів, щоб забезпечити відповідність кваліфікаційних вимог.
6. Підписання оферу та супровід кандидата до початку роботи: Після ухвалення рішення про найм рекрутер координує підписання оферу і підтримує контакт із кандидатом до його першого робочого дня.

## Різновиди рекрутерів
1. Корпоративний рекрутер: Працює всередині компанії, займаючись підбором персоналу на постійній основі.
2. Рекрутер консалтингових агентств: Співпрацює з різними компаніями, надаючи послуги рекрутингу на умовах аутсорсингу.
3. Рекрутер з підбору топ-менеджменту: Спеціалізується на пошуку керівних кадрів та висококваліфікованих спеціалістів.

## Значення рекрутера
Рекрутер є важливою фігурою в будь-якій компанії, адже від його роботи залежить, наскільки якісно буде закрито вакансії. Крім того, рекрутер формує перше враження про компанію у кандидата, що впливає на його рішення про співпрацю та готовність рекомендувати компанію іншим фахівцям.